# Charadrahyla juanitae
A Charadrahyla juanitae a kétéltűek (Amphibia) osztályának békák (Anura) rendjébe és a levelibéka-félék (Hylidae) családjába tartozó faj.

## Előfordulása
A faj Mexikó endemikus faja. Természetes élőhelye szubtrópusi vagy trópusi nedves hegyvidéki erdők, szubtrópusi vagy trópusi nedves síkvidéki erdők, időszakos folyók. A fajt élőhelyének elvesztése fenyegeti.